# هاونزلو سينترال (محطة مترو أنفاق لندن)
هاوزلو سينترال (بالإنجليزية: Hounslow Central)‏ هي إحدى محطات مترو أنفاق لندن. تقع على خط بيكاديلي، افتتحت في المنطقة (Zone) رقم 4 افتتحت في 1 أبريل 1886.